# Де Дьё Нкундабера, Жан
Жан де Дьё Нкундабера (фр. Jean de Dieu Nkundabera; Пустой шаблон {{ВД-Преамбула}} ) — руандийский легкоатлет, выступавший в беге на средние дистанции среди спортсменов с ампутацией верхних конечностей. Бронзовый призёр летних Паралимпийских игр 2004 года, участник летних Паралимпийских игр 2008 года. Первый медалист Паралимпийских игр, представлявший Руанду.

## Биография
Жан де Дьё Нкундабера выступал в легкоатлетических соревнованиях среди спортсменов с ампутацией верхних конечностей (категория Т46).
В 2004 году вошёл в состав сборной Руанды на летних Паралимпийских играх в Афинах. В беге на 800 метров занял в полуфинале 5-е место с результатом 1 минута 59,30 секунды, а в финале завоевал бронзовую медаль (1.58,95), уступив 1,06 секунды завоевавшему золото Дэнни Крэйтсу из Великобритании.
Де Дьё Нкундабера стал первым спортсменом из Руанды, завоевавшим медаль на Паралимпийских играх.
В 2008 году вошёл в состав сборной Руанды на летних Паралимпийских играх в Пекине. В беге на 800 метров занял в полуфинале 5-е место с результатом 2.02,12.